# Liste der Bodendenkmäler in Schönberg (Niederbayern)
Auf dieser Seite sind die Bodendenkmäler in dem niederbayerischen Markt Schönberg zusammengestellt. Diese Tabelle ist eine Teilliste der Liste der Bodendenkmäler in Bayern. Grundlage ist die Bayerische Denkmalliste, die auf Basis des Bayerischen Denkmalschutzgesetzes vom 1. Oktober 1973 erstmals erstellt wurde und seither durch das Bayerische Landesamt für Denkmalpflege geführt wird. Die folgenden Angaben ersetzen nicht die rechtsverbindliche Auskunft der Denkmalschutzbehörde.

## Bodendenkmäler in Schönberg

### Bodendenkmäler in der Gemarkung Eberhardsreuth
| Lage                      | Objekt | Akten-Nr.     | Bild |
| ------------------------- | --- | ------------- | ---- |
| Eberhardsreuth (Standort) | Untertägige Befunde des Mittelalters und der frühen Neuzeit im Bereich des Schlosses Eberhardsreuth und seiner Vorgängerbauten. Siehe auch: Schloss Eberhardsreuth | D-2-7146-0023 |      |

### Bodendenkmäler in der Gemarkung Hartmannsreit
| Lage                     | Objekt | Akten-Nr.     | Bild |
| ------------------------ | --- | ------------- | ---- |
| Hartmannsreit (Standort) | Untertägige Teile der abgegangenen mittelalterlichen Burg und des abgegangenen frühneuzeitlichen Schlosses Klebstein mit zugehöriger Schlossökonomie. Siehe auch: Schloss Klebstein. | D-2-7146-0004 |      |

### Bodendenkmäler in der Gemarkung Innernzell
| Lage                  | Objekt                                                                                       | Akten-Nr.     | Bild |
| --------------------- | -------------------------------------------------------------------------------------------- | ------------- | ---- |
| Innernzell (Standort) | Untertägige Befunde des Mittelalters und der frühen Neuzeit im Bereich der Wüstung Glotzing. | D-2-7145-0037 |      |
| Innernzell (Standort) | Mittelalterlicher Burgstall Schlüsselberg.                                                   | D-2-7145-0096 |      |

### Bodendenkmäler in der Gemarkung Kirchberg
| Lage                 | Objekt | Akten-Nr.     | Bild |
| -------------------- | --- | ------------- | ---- |
| Kirchberg (Standort) | Untertägige Befunde des Mittelalters und der frühen Neuzeit im Bereich der katholischen Kirche St. Johannes der Täufer in Kirchberg, darunter die Spuren von Vorgängerbauten bzw. älteren Bauphasen. | D-2-7145-0039 |      |
| Kirchberg (Standort) | Untertägige Befunde des Mittelalters und der frühen Neuzeit im Bereich der Wüstung Heimbrechtsreuth. Siehe auch: Heimprechtsreith                                                                    | D-2-7145-0041 |      |

### Bodendenkmäler in der Gemarkung Mitternach
| Lage                  | Objekt | Akten-Nr.     | Bild |
| --------------------- | --- | ------------- | ---- |
| Mitternach (Standort) | Untertägige Befunde der abgegangenen mittelalterlichen Burg und des abgegangenen frühneuzeitlichen Schlosses Rammelsberg mit zugehöriger Schlossökonomie. Siehe auch: Schloss Rammelsberg | D-2-7145-0001 |      |
| Mitternach (Standort) | Untertägige Befunde des Spätmittelalters im Bereich der abgegangenen Glashütte bei Oedhof.                                                                                                | D-2-7145-0003 |      |

### Bodendenkmäler in der Gemarkung Schönberg
| Lage                 | Objekt | Akten-Nr.     | Bild |
| -------------------- | --- | ------------- | ---- |
| Schönberg (Standort) | Untertägige Befunde des Mittelalters und der frühen Neuzeit im Bereich der katholischen Pfarrkirche St. Margaretha in Schönberg und ihrer Vorgängerbauten samt zugehörigem Friedhof. | D-2-7146-0018 |      |